# Teuvo Aura
Teuvo Ensio Aura (28 tháng 12 năm 1912 – 11 tháng 1 năm 1999) là chính trị gia Phần Lan của Đảng Nhân dân Tự do. Ông giữ chức Thị trưởng Helsinki và quyền Thủ tướng Phần Lan hai lần, năm 1970 và năm 1971–72.